# Raúl Francisco Primatesta

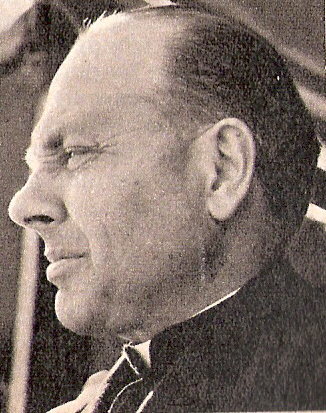
Raúl Kardinal Primatesta (1976)

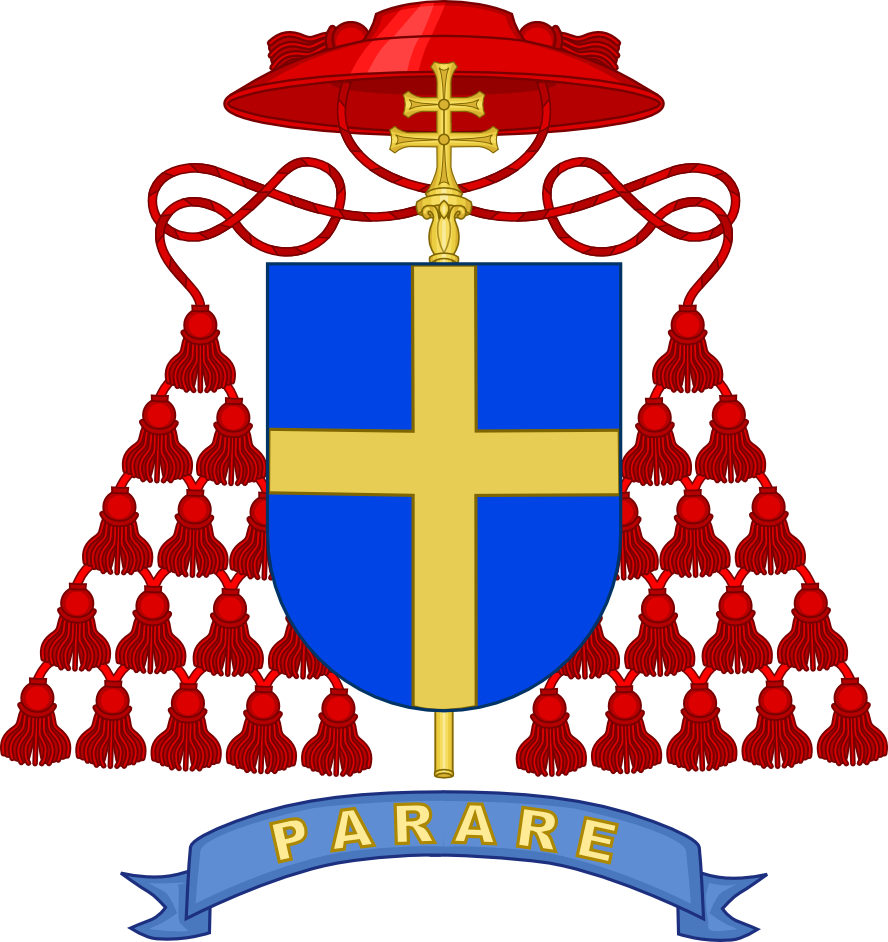
Kardinalswappen

Raúl Francisco Kardinal Primatesta  (* 14. April 1919 in Capilla del Señor, Argentinien; † 1. Mai 2006 in Córdoba) war Erzbischof von Córdoba (Argentinien).

## Leben
Raúl Francisco Primatesta schloss seine philosophischen und theologischen Studien mit der Lizenziatsprüfung für die Fächer Katholische Theologie und Exegese des Neuen Testaments an der Päpstlichen Universität Gregoriana in Rom ab. Am 25. Oktober 1942 empfing er durch Erzbischof Luigi Traglia das Sakrament der Priesterweihe. Er unterrichtete zunächst am Knabenseminar seines Heimatbistums La Plata Latein und Altgriechisch, ehe er am dortigen Priesterseminar zum Professor für Dogmatik und Biblische Theologie berufen wurde und die Aufgabe des Disziplinarpräfekten, später auch die des Regens übernahm.
Am 14. Juni 1957 ernannte ihn Papst Pius XII. zum Titularbischof von Tanais und zum Weihbischof im Erzbistum La Plata. Die Bischofsweihe empfing er am 15. August 1957 durch Antonio José Plaza, Erzbischof von La Plata; Mitkonsekratoren waren Weihbischof Adolfo Tortolo aus Paraná und der Bischof von Santa Rosa, Jorge Mayer.
Am 12. Juni 1961 übertrug Papst Johannes XXIII. Primatesta die Leitung des neuerrichteten Bistums San Rafael. Die Amtseinführung fand am 11. November desselben Jahres statt. Papst Paul VI. ernannte ihn am 16. Februar 1965 zum Erzbischof von Córdoba. Primatesta nahm zwischen 1962 und 1965 an allen vier Sitzungsperioden des Zweiten Vatikanischen Konzils als Konzilsvater teil.
Am 5. März 1973 nahm ihn Papst Paul VI. als Kardinalpriester mit der Titelkirche Beata Maria Vergine Addolorata a piazza Buenos Aires in das Kardinalskollegium auf. Zwischen 1977 und 1980 gehörte er dem Generalsekretariat der Bischofssynode an. Papst Johannes Paul II. entpflichtete Kardinal Primatesta am 17. November 1998 aus Altersgründen von seinen Aufgaben als Erzbischof von Córdoba. Primatesta war Teilnehmer am Konklave im August 1978 wie auch an dem im Oktober 1978; am Konklave 2005 nahm er nicht teil, da er die für die aktive Papstwahl vorgeschriebene Altersgrenze von 80 Jahren zu diesem Zeitpunkt bereits überschritten hatte.
Kardinal Primatesta starb am 1. Mai 2006 nach Herzproblemen in seiner Residenz in Córdoba.